# Базилевич Дмитро Ілліч
Базилевич Дмитро Ілліч (чернече ім'я Веніамін; 26 жовтня 1787, Велика Мотовилівка — 4 грудня 1873, Київ) — український видавець та архітектор. Архімандрит, член Духовного собору Києво-Печерської лаври, начальник Лаврської друкарні.

## Біографія
Походив з родини священика.
1799 року батько віддав Базилевича до хору митрополита Київського і Галицького Г. Банулеско-Бодоні, а 1800 року — до Києво-Могилянської академії.
Співав в академічному хорі з правом проживання в бурсі для хористів.
Навчався до повного закінчення Києво-Могилянської академії. Виявив здібності у кресленні, архітектурі та механіці.
1810 року ще студентом призначено головним наглядачем будівництва другого поверху кам'яного сирітського будинку, тобто бурси, в якій пізніше було розміщено Києво-Подільське духовне училище (тепер приміщення НаУКМА).
3 15 серпня 1819 року — послушник Києво-Печерської лаври, коректор Лаврської друкарні.
29 травня 1821 року висвячений у сан ієромонаха.
15 липня 1822 року митрополит Київський і Галицький Євгеній Болховітінов призначив Базилевича начальником Лаврської друкарні, в якій він прослужив до 27 лютого 1855 року. Відповідав за випуск духовних та світських книг. Під його наглядом друкувалися твори Є. Болховітінова: «Описание Киево-Софийского собора и Киевской иерархии…» (К., 1825), «Описание Киево-Печерской лавры…» (К., 1826; 1831), «История княжества Псковского» (К., 1831), «Проповеди митрополита Евгения».
За дорученням митрополита уклав «Полный Киевский месяцеслов», який витримав кілька видань.
Був також проповідником, членом Духовного собору Києво-Печерської лаври. На все життя залишилась любов до архітектури і механіки, яка зародилась у нього в Києво-Могилянській академії і яку він реалізував, виконуючи обов'язки архітектора під час будівництва лаврських приміщень.
27 лютого 1855 висвячено в сан архімандрита й призначено на посаду настоятеля Київського Видубицького монастиря.
23 серпня 1867 звільнено через похилий вік і слабкість зору на спочинок до Києво-Печерської лаври. Поховано в Китаївській пустині.